# Albrecht Höhler
Albrecht Höhler (Magonza, 30 aprile 1898 – Francoforte sull'Oder, 20 settembre 1933) è stato un antifascista tedesco, membro del Partito Comunista di Germania (KPD) e del Rotfrontkämpferbund (RFB). È noto per l'uccisione di Horst Wessel, un leader locale a Berlino delle Sturmabteilung (SA) del partito nazista. Quando i nazisti salirono al potere, Höhler fu portato fuori di prigione e assassinato dalle SA.

## Vita
Nato a Mainz, Höhler era un falegname, membro del Partito Comunista di Germania (KPD) nel 1924. Era anche un membro del Rotfrontkämpferbund e continuò ad essere attivo nel RFB dopo la sua messa al bando nel 1929. Nel 1930 risiedeva nel distretto di Mitte di Berlino.

## Uccisione di Horst Wessel
Il 14 gennaio 1930, la RFB fu avvertita di una disputa sul mancato pagamento dell'affitto tra la proprietaria Elisabeth Salm, affiliata ai comunisti, e il suo inquilino Horst Wessel, che l'avrebbe minacciata fisicamente. Secondo le informazioni rivelate in tribunale, l'uomo delle SA sarebbe stato preso di mira per un "pestaggio proletario": questa azione per quanto probabilmente non motivata politicamente venne influenzata da fattori politici: Horst Wessel era infatti chiamato "l'assassino dei lavoratori" nei manifesti di quartiere affissi dal Partito Comunista. Wessel è stato coinvolto in numerose azioni violente contro i comunisti a Berlino ed era ben noto al Gauleiter (leader regionale) del partito nazista, Joseph Goebbels. Poiché si sapeva che Wessel aveva un'arma da fuoco, Höhler portò con sé la sua pistola nello scontro guidato dalla RFB contro Wessel. Höhler ha poi dichiarato in tribunale di aver sparato a Wessel mentre portava la mano alla tasca. Gravemente ferito, Wessel morì il 23 febbraio 1930 di setticemia in seguito ad una ferita d'arma da fuoco.
Successivamente alla sua morte fonti nazionalsocialiste e comuniste riportarono ricostruzioni diverse dell'episodio, parlando di motivazioni politiche quanto strettamente personali. Il KPD negò ogni coinvolgimento nell'omicidio, individuando il movente nella precedente lite fra Wessel e la sua padrona di casa per il pagamento dell'affitto la quale, vedova di un leader comunista locale, dopo il rifiuto di Wessel di abbandonare l'appartamento ed essere stata minacciata, avrebbe chiesto aiuto ai vecchi compagni del marito per aver ragione sull'affittuario. Secondo un'altra versione l'omicidio ad una vendetta per l'uccisione del diciassettenne comunista Camillo Ross, avvenuta nei giorni precedenti ma venne anche diffusa la notizia che la fidanzata di Wessel, la prostituta ventitrenne Erna Jänicke, di cui il compagno faceva anche da protettore, avesse lavorato precedentemente per Höhler e che Wessel la stessa inoltre sfruttando per conoscere l'identità dei suoi clienti e capire quali fossero comunisti. Attivisti comunisti affermarono che Höhler fosse stato protettore di Jänicke prima di passare a Wessel e che questo avrebbe potuto essere uno dei motivi dell'omicidio. Jänicke negò di essere mai stata una spia per conto di Wessel e che conoscesse Höhler solo in qualità di "conoscenza della strada".

## Imprigionamento e assassinio
Höhler fuggì prima a Praga, ma poi tornò a Berlino dove venne arrestato.
Il 26 settembre 1930, Höhler fu condannato per omicidio colposo e condannato a sei anni di reclusione nella prigione di Wohlau. Dopo la presa del potere da parte del partito nazista, Höhler venne trasferito in una prigione della Gestapo a Berlino, presumibilmente per interrogarlo su un nuovo processo. Chiese di essere riportato a Wohlau.
Il 20 settembre 1933, Höhler fu preso per ordine del Gruppenführer Karl Ernst delle SA da tre investigatori, tra cui il membro delle SA Willi Schmidt. È stato trasferito dalla prigione della polizia ad Alexanderplatz sulla base di un ordine di consegna firmato dalla Gestapo. Vicino a Potsdamer Platz, molti altri veicoli si sono avvicinati al furgone dei prigionieri. La colonna dei veicoli si diresse verso Francoforte sull'Oder. A circa 12 km da Francoforte, la colonna si è fermata. A Höhler è stato ordinato di lasciare il trasporto ed è stato guidato da un gruppo di almeno otto persone lontano dalla strada verso una foresta vicina. Lì, il Gruppenführer Ernst ha tenuto un breve discorso in cui ha condannato a morte Höhler per aver assassinato Horst Wessel. Höhler è stato poi fucilato da molti dei presenti vicino al Chaussee Berlino-Francoforte. Il corpo è stato a malapena sepolto sul posto. Il rapporto ufficiale sull'incidente avrebbe affermato che il trasporto era stato intercettato per strada da un gruppo di sette-otto uomini delle SA e che gli ufficiali erano stati costretti a consegnare Höhler sotto minaccia, che era stato poi rapito con una destinazione sconosciuta. L'indagine sull'omicidio di Höhler fu interrotta a causa delle pressioni politiche.

## Indagine successiva
Quando le indagini furono riaperte dall'ufficio del procuratore di Berlino negli anni '60, il vero corso degli eventi fu scoperto interrogando Willi Schmidt e Kurt Wendt (l'autista di Karl Ernst). A quel tempo, gli assassini di Höhler furono identificati come il Gruppenführer Augusto Guglielmo di Prussia, il capo della Gestapo Rudolf Diels (che nascose i fatti nelle sue memorie), Karl Ernst, il suo aiutante Walter von Mohrenschildt, lo Standartenführer delle SA Richard Fiedler, il Sturmbannführer Willi Markus, i detective Maikowski e Walter Pohlenz e forse Gerd Voss, il consulente legale del gruppo delle SA di Berlino-Brandeburgo. I colpi mortali sono stati probabilmente inferti da Ernst e Mohrenschildt, secondo i risultati del pubblico ministero. Si diceva che Ernst avesse organizzato l'omicidio per ordine di Ernst Röhm, che a sua volta aveva ricevuto ordini da Adolf Hitler che l'assassino di Wessel doveva essere fucilato sommariamente.
L'indagine sugli autori sopravvissuti Schmidt, Pohlenz, Markus e Fiedler fu definitivamente interrotta nel 1969 perché i pubblici ministeri potevano solo dimostrare di favoreggiamento dell'omicidio, per il quale il termine di prescrizione era già scaduto.